# Taufers im Münstertal
Taufers im Münstertal (Italiaans: Tubre) is een gemeente in de Italiaanse provincie Zuid-Tirol (regio Trentino-Zuid-Tirol) en telt 953 inwoners (31-12-2004). De oppervlakte bedraagt 45 km², de bevolkingsdichtheid is 21 inwoners per km².

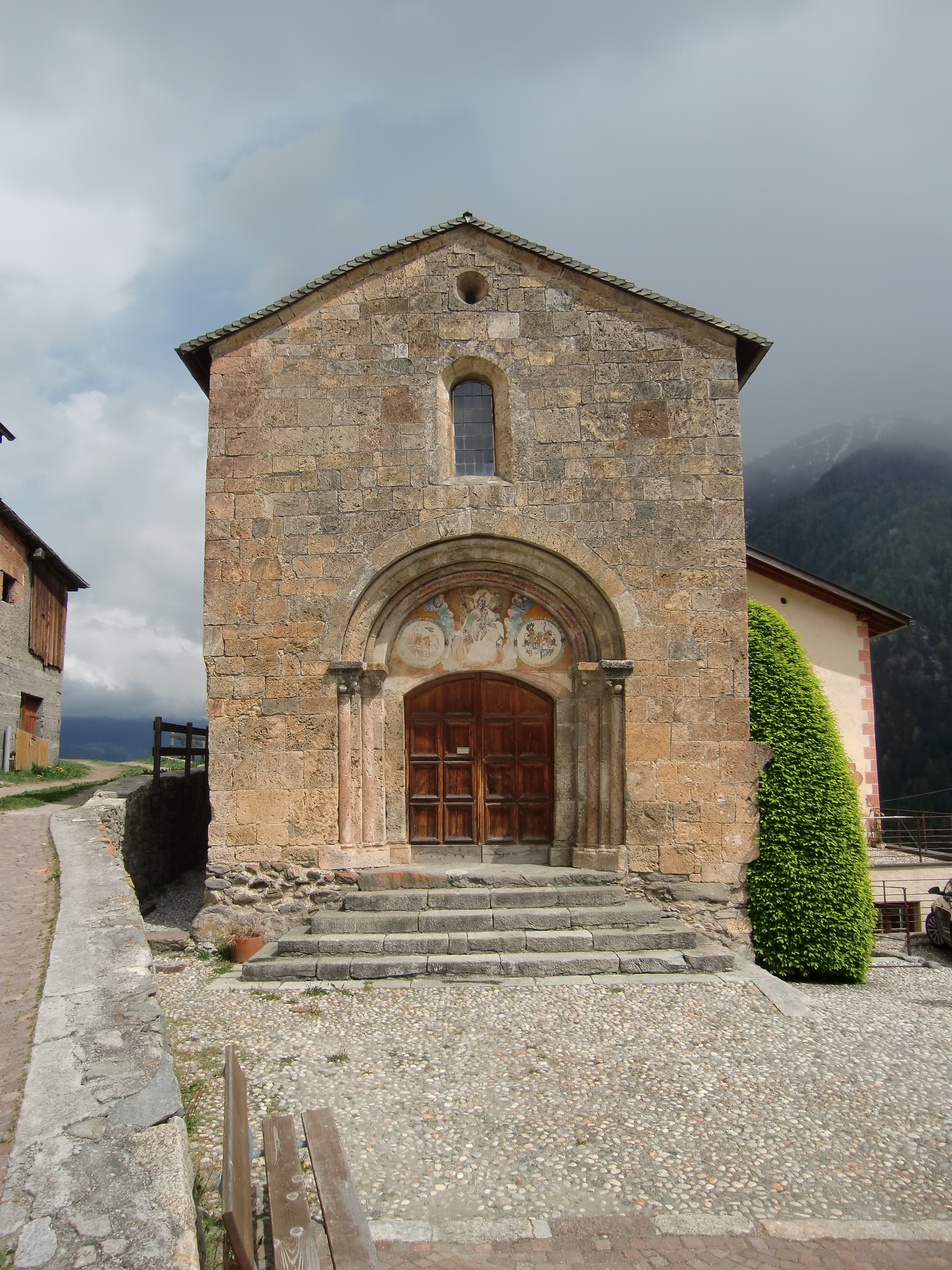
Kapel van St Johannes de Doper
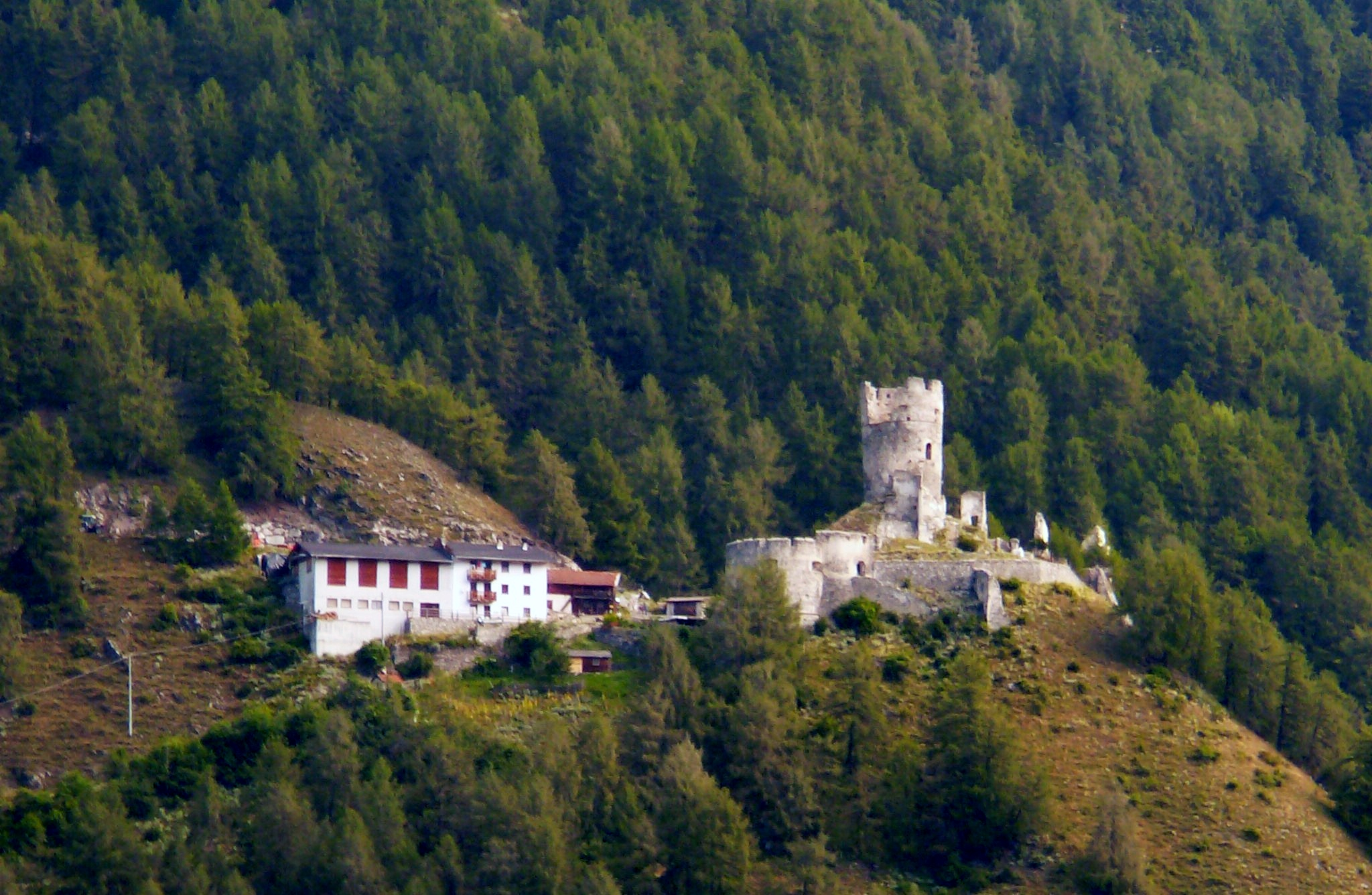
Kasteel Tubre

## Geografie
De gemeente ligt op ongeveer 1240 m boven zeeniveau.
Taufers im Münstertal grenst aan de volgende gemeenten: Glurns, Mals, Prad am Stilfserjoch, Stilfs.